# Hastanectes
Hastanectes es un género extinto de plesiosaurio con posibles afinidades con los pliosáuridos que vivió en el Cretácico Inferior en la Formación Wadhurst Clay (época del Valanginiense) del Reino Unido. Abarca a una sola especie, Hastanectes valdensis, la cual fue inicialmente considerada como una especie de Cimoliasaurus.